# Crueize
La Crueize est une rivière française du Massif central, dans le département de la Lozère et un sous-affluent de la Garonne par la Colagne.

## Géographie
La Crueize est une rivière qui nait sur les monts d'Aubrac en Lozère sur la commune de Prinsuéjols (cette source est en fait le point de convergence de plusieurs ruisseaux dont le plus important est le ruisseau de Sinières) et rejoint la Colagne à Saint-Léger-de-Peyre. La longueur de son cours d'eau est de 18,6 km. Le cours de la Crueize décrit une courbe très prononcée : d'abord de direction nord-est, la rivière fait un coude brusque au tiers de son parcours et se dirige ensuite vers le sud-est. Cette caractéristique étonnante vient du fait que la Crueize était autrefois un affluent de la Truyère (par le Triboulin) et qu'elle a ensuite été capturée par la Colagne. Pour preuve, juste avant son confluent à Saint-Léger-de-Peyre, la rivière a creusé par érosion régressive de belles gorges de raccordement connues dans le pays sous le nom de vallée de l'Enfer. Plus en amont, la rivière traverse le lac du Moulinet sur la commune du Buisson.

### Communes et cantons traversés
- Lozère : Prinsuéjols, Le Buisson, Saint-Léger-de-Peyre

## Affluents
La Crueize a treize tronçons affluents référenceés dont :
- ruisseau de Sinières : 5,1 km avec un affluent
- ruisseau des Caves : 2,6 km
- ruisseau de Gazes : 4,0 km
- ruisseau de la Gazellette : 4,7 km
- ruisseau de la Gazelle : 3,8 km avec trois affluents
- ruisseau du Gilbertès : 2,2 km
- ruisseau de Chapchiniès : 4,5 km avec un affluent

Son rang de Strahler est donc de trois.